# Yoldiella philippiana
Yoldiella philippiana är en musselart som först beskrevs av Henry Joseph Pierre Nyst 1844.  Yoldiella philippiana ingår i släktet Yoldiella och familjen Yoldiidae. Arten är reproducerande i Sverige. Inga underarter finns listade i Catalogue of Life.